# قرة شعبان
قرة شعبان هي قرية في مقاطعة خوي، إيران. يقدر عدد سكانها بـ 738 نسمة بحسب إحصاء 2016.